# بختیار (کوهسرخ)
بَختیار نام روستایی از توابع بخش مرکزی شهرستان کوهسرخ در استان خراسان رضوی است. این روستا در دهستان کوه سفید قرار دارد و بر اساس سرشماری سال ۱۳۸۵ جمعیت آن (۷۹ خانوار) ۲۹۴ نفر بوده‌است. مردم این روستا دارای اصالتی بختیاری هستند که در جنگ‌های نادرشاه به این مکان کوچیده شده‌اند.